# Marian Banaszak
Marian Banaszak (1926-1997) – polski ksiądz katolicki, profesor doktor habilitowany, historyk.

## Życiorys
Urodził się 6 grudnia 1926 r. w Panience. Początkowo uczył się w miejscowej szkole, ale ze względu na jej niski poziom pobierał dodatkowe lekcje u kierownika szkoły. w 1939 został przyjęty do gimnazjum w pobliskim Jarocinie, lecz nauki nie rozpoczął, ze względu na wybuch wojny. Cała rodzina została wysiedlona i w ciągu wojny kilkakrotnie zmieniała miejsce zamieszkania. Marian Banaszak uczęszczał na komplety w Jędrzejowie. Po ukończeniu 18 lat wstąpił do oddziału partyzanckiego, gdzie przyjął pseudonim Orlik.
Po zakończeniu wojny został przyjęty do II klasy licealnej w Jarocinie, a maturę zdał w styczniu 1946. Wtedy, porzucając wcześniejsze zamiary studiowania historii, podjął decyzję o wstąpieniu do Seminarium. Wstąpił do seminarium w Gnieźnie, gdzie zauważono jego zainteresowania badawcze. 
Po wyświęceniu został skierowany do Środy Wielkopolskiej, ale już w 1952 rozpoczął studia na Uniwersytecie Jagiellońskim, gdzie obronił pracę doktorską Łukasz Kościelski biskup poznański (1577-1597)  (promotorem był ks. prof. Glemma).
W 1955 był wikariuszem w Ostrorogu, później pracował przy poznańskiej katedrze oraz tamtejszej farze. 
Od 1956 rozpoczął dodatkowe prace w Seminarium w Poznaniu, z którym pozostał związany do końca życia. W 1958 został tam prefektem i wykładowcą historii Kościoła. Od 1962 był profesorem zwyczajnym, dwa lata później został wicerektorem w tym Seminarium. W 1971 został dyrektorem Archiwum Archidiecezjalnego w Poznaniu.
Równocześnie pracował w Akademii Teologii Katolickiej, gdzie habilitował się w 1972, a tytuł profesora zwyczajnego uzyskał w 1989. W latach 1985–87 był dziekanem Wydziału Teologicznego.
W latach 1987–92 napisał czterotomową Historię Kościoła katolickiego. Publikował w Przewodniku Katolickim, Miesięczniku Kościelnym Archidiecezji Poznańskiej, współpracował przy pisaniu Słownika polskich teologów katolickich. Był autorem ponad 600 publikacji. Był promotorem 5 prac doktorskich i recenzentem 2 rozpraw habilitacyjnych.
Zmarł w 1997 w wyniku komplikacji pooperacyjnych. Pochowany na cmentarzu w rodzinnej wsi Panienka.